# Ouargaye (Ouargaye)
Pour les articles homonymes, voir Ouargaye.
Pour le département et la commune urbaine, voir Ouargaye (département).
Ouargaye est une ville et le chef-lieu du département et la commune urbaine de Ouargaye, située dans la province du Koulpélogo et la région du Centre-Est au Burkina Faso.

## Géographie
La ville est traversée par la route nationale 17.

## Santé et éducation
Ouargaye accueille un centre médical avec une antenne chirurgicale ainsi qu'un centre de santé et de promotion sociale (CSPS).